# Specie di Nesticidae
Di seguito vengono descritte tutte le 223 specie della famiglia di ragni Nesticidae note a giugno 2014.

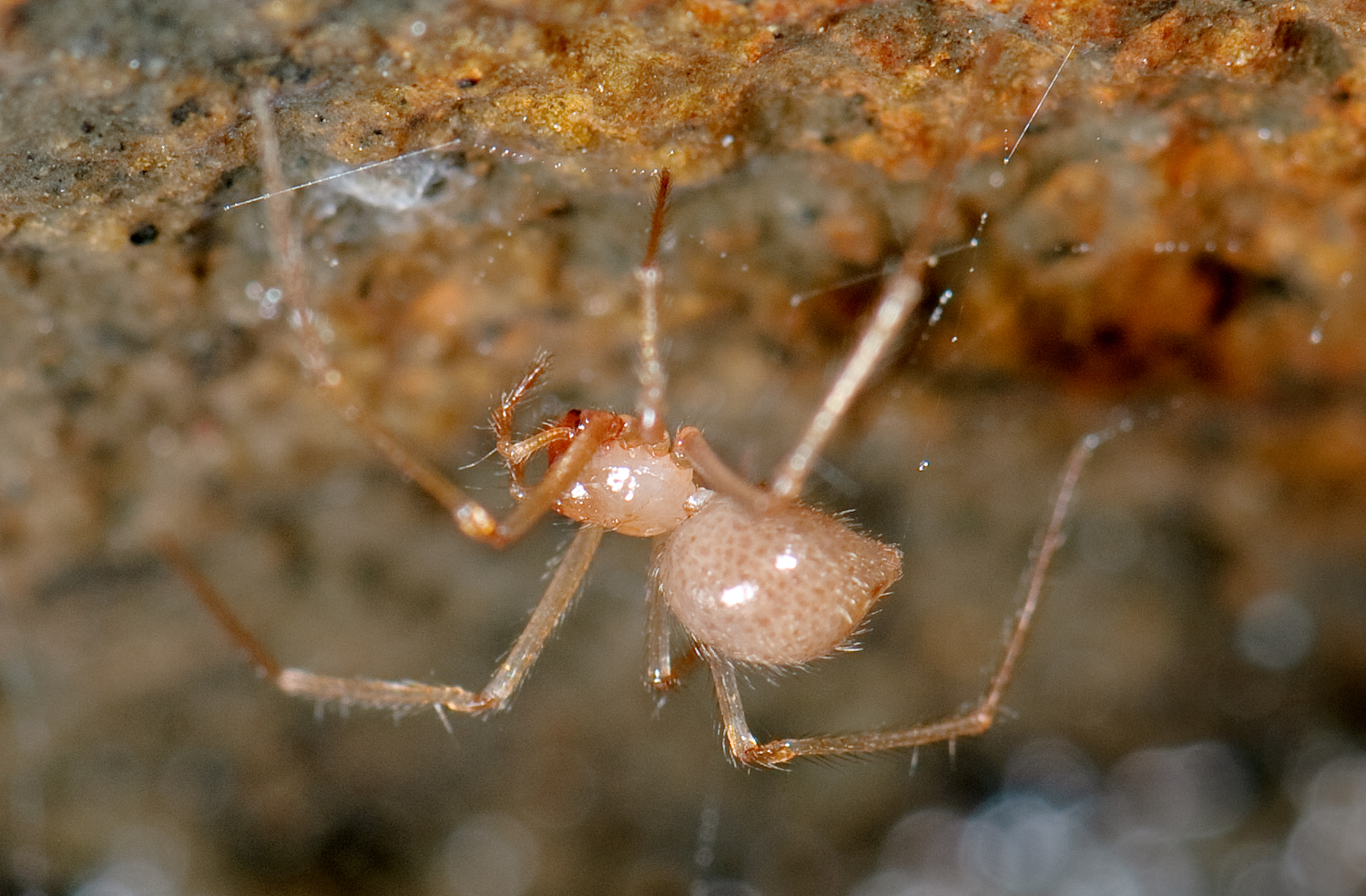
Eidmannella pallida, vista laterale

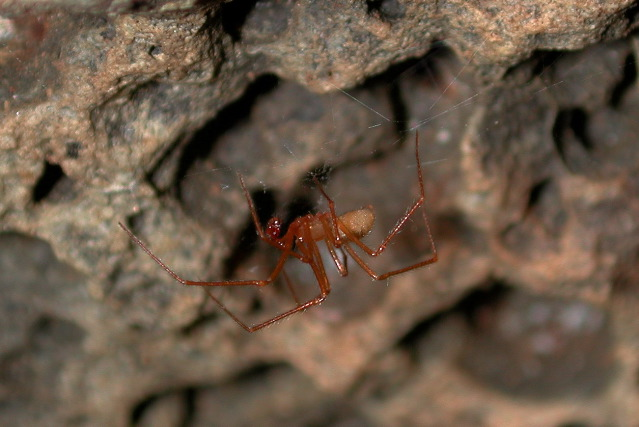
Nesticus sp., maschio

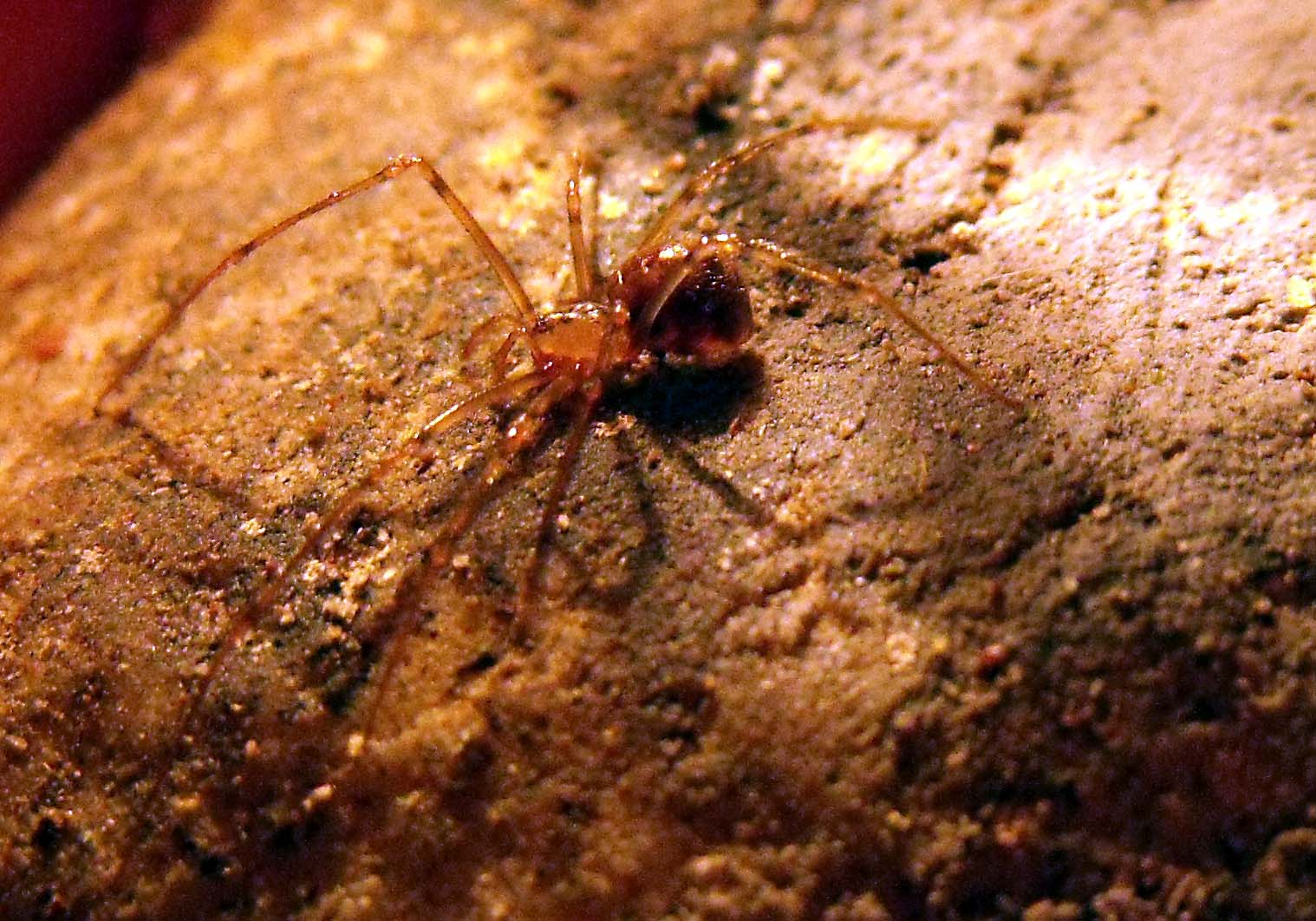
Nesticus eremita

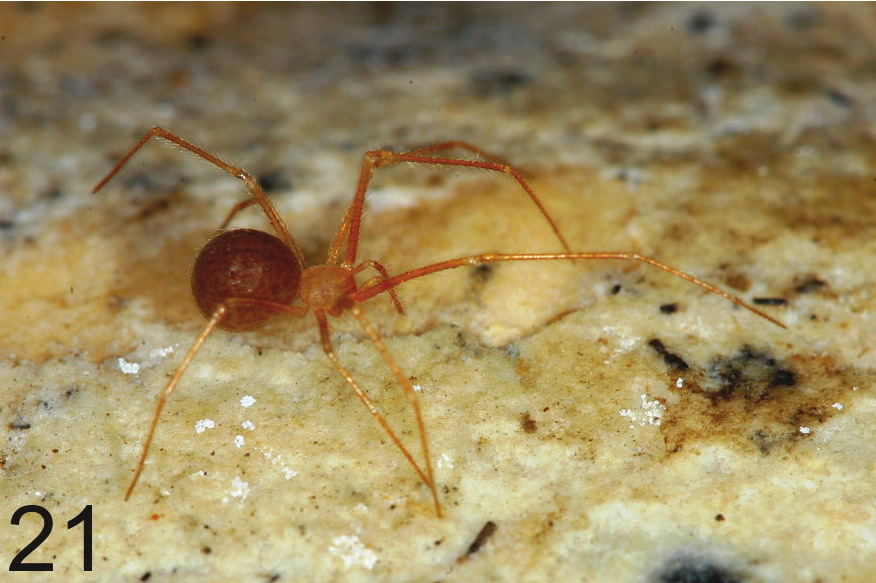
Typhlonesticus gocmeni, femmina

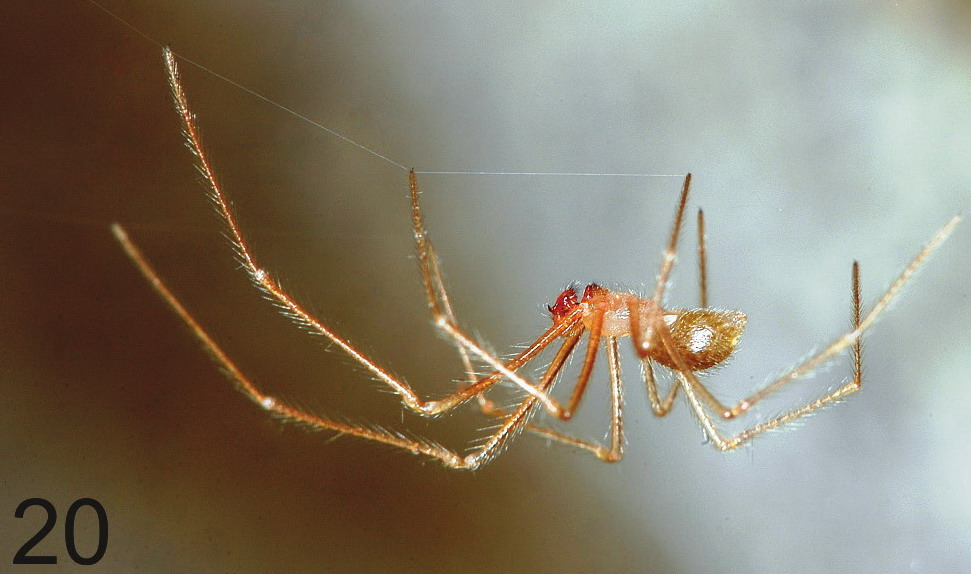
Typhlonesticus gocmeni, maschio

## Aituaria
Aituaria Esyunin & Efimik, 1998
- Aituaria nataliae Esyunin & Efimik, 1998 — Russia
- Aituaria pontica (Spassky, 1932) — Russia, Georgia

## Canarionesticus
Canarionesticus Wunderlich, 1992
- Canarionesticus quadridentatus Wunderlich, 1992 — Isole Canarie

## Carpathonesticus
Carpathonesticus Lehtinen & Saaristo, 1980
- Carpathonesticus avrigensis Weiss & Heimer, 1982 — Romania
- Carpathonesticus biroi (Kulczynski, 1895) — Romania
- Carpathonesticus birsteini (Charitonov, 1947) — Russia, Georgia
- Carpathonesticus borutzkyi (Reimoser, 1930) — Turchia, Georgia, Ucraina
- Carpathonesticus caucasicus (Charitonov, 1947) — Georgia
- Carpathonesticus cibiniensis (Weiss, 1981) — Romania
- Carpathonesticus eriashvilii Marusik, 1987 — Georgia
- Carpathonesticus fodinarum (Kulczynski, 1894) — Romania
- Carpathonesticus galotshkai Evtushenko, 1993 — Ucraina
- Carpathonesticus hungaricus (Chyzer, 1894) — Romania
- Carpathonesticus ljovuschkini (Pichka, 1965) — Russia
- Carpathonesticus lotriensis Weiss, 1983 — Romania
- Carpathonesticus mamajevae Marusik, 1987 — Georgia
- Carpathonesticus menozzii (Caporiacco, 1934) — Italia
- Carpathonesticus paraavrigensis Weiss & Heimer, 1982 — Romania
- Carpathonesticus parvus (Kulczynski, 1914) — Bosnia-Erzegovina
- Carpathonesticus puteorum (Kulczynski, 1894) — Romania
- Carpathonesticus racovitzai (Dumitrescu, 1980) — Romania
- Carpathonesticus simoni (Fage, 1931) — Romania
- Carpathonesticus spelaeus (Szombathy, 1917) — Romania
- Carpathonesticus zaitzevi (Charitonov, 1939) — Georgia

## Cyclocarcina
Cyclocarcina Komatsu, 1942
- Cyclocarcina floronoides Komatsu, 1942 — Giappone
  - Cyclocarcina floronoides komatsui Yaginuma, 1979 — Giappone
  - Cyclocarcina floronoides notoi Yaginuma, 1979 — Giappone
  - Cyclocarcina floronoides tatoro Yaginuma, 1979 — Giappone
- Cyclocarcina linyphoides (Komatsu, 1960) — Giappone

## Eidmannella
Eidmannella Roewer, 1935
- Eidmannella bullata Gertsch, 1984 — USA
- Eidmannella delicata Gertsch, 1984 — USA
- Eidmannella nasuta Gertsch, 1984 — USA
- Eidmannella pachona Gertsch, 1984 — Messico
- Eidmannella pallida (Emerton, 1875) — cosmopolita
- Eidmannella reclusa Gertsch, 1984 — USA
- Eidmannella rostrata Gertsch, 1984 — USA
- Eidmannella tuckeri Cokendolpher & Reddell, 2001 — USA

## Gaucelmus
Gaucelmus Keyserling, 1884
- Gaucelmus augustinus Keyserling, 1884 — America settentrionale e centrale, Indie Occidentali
- Gaucelmus calidus Gertsch, 1971 — Messico, Guatemala
- Gaucelmus cavernicola (Petrunkevitch, 1910) — Giamaica
- Gaucelmus pygmaeus Gertsch, 1984 — Panama
- Gaucelmus strinatii Brignoli, 1979 — Guatemala
- Gaucelmus tropicus Gertsch, 1984 — Panama

## Nesticella
Nesticella Lehtinen & Saaristo, 1980
- Nesticella aelleni (Brignoli, 1972) — Sri Lanka
- Nesticella africana (Hubert, 1970) — Congo
- Nesticella apiculata Liu & Li, 2013 — Cina
- Nesticella arcuata Liu & Li, 2013 — Cina
- Nesticella benoiti (Hubert, 1970) — Zimbabwe
- Nesticella brevipes (Yaginuma, 1970) — Russia, Cina, Corea, Giappone
- Nesticella buicongchieni (Lehtinen & Saaristo, 1980) — Vietnam
- Nesticella chillagoensis Wunderlich, 1995 — Queensland
- Nesticella connectens Wunderlich, 1995 — Malaysia
- Nesticella ducke Rodrigues & Buckup, 2007 — Brasile
- Nesticella falcata Liu & Li, 2013 — Cina
- Nesticella gracilenta Liu & Li, 2013 — Cina
- Nesticella helenensis (Hubert, 1977) — Isola di Sant'Elena
- Nesticella inthanoni (Lehtinen & Saaristo, 1980) — Thailandia
- Nesticella kerzhneri (Marusik, 1987) — Russia
- Nesticella machadoi (Hubert, 1971) — Angola
- Nesticella marapu Benjamin, 2004 — Indonesia
- Nesticella mogera (Yaginuma, 1972) — Azerbaigian, Cina, Corea, Giappone, Hawaii, Isole Figi
- Nesticella mollicula (Thorell, 1898) — Birmania
- Nesticella murici Rodrigues & Buckup, 2007 — Brasile
- Nesticella nepalensis (Hubert, 1973) — Nepal
- Nesticella odonta (Chen, 1984) — Cina
- Nesticella okinawaensis (Yaginuma, 1979) — Giappone
- Nesticella proszynskii (Lehtinen & Saaristo, 1980) — Giava
- Nesticella quelpartensis (Paik & Namkung, 1969) — Corea
- Nesticella renata (Bourne, 1980) — Nuova Irlanda (Papua Nuova Guinea)
- Nesticella robinsoni Lehtinen & Saaristo, 1980 — Nuova Guinea
- Nesticella sechellana (Simon, 1898) — Isole Seychelles
- Nesticella semicircularis Liu & Li, 2013 — Cina
- Nesticella shanlinensis Liu & Li, 2013 — Cina
- Nesticella sogi Lehtinen & Saaristo, 1980 — Nuova Guinea
- Nesticella songi Chen & Zhu, 2004 — Cina
- Nesticella taiwan Tso & Yoshida, 2000 — Taiwan
- Nesticella taurama Lehtinen & Saaristo, 1980 — Nuova Guinea
- Nesticella utuensis (Bourne, 1980) — Nuova Irlanda (Papua Nuova Guinea)
- Nesticella verticalis Liu & Li, 2013 — Cina
- Nesticella yui Wunderlich & Song, 1995 — Cina

## Nesticus
Nesticus Thorell, 1869
- Nesticus abukumanus Yaginuma, 1979 — Giappone
- Nesticus afghanus Roewer, 1962 — Afghanistan
- Nesticus akamai Yaginuma, 1979 — Giappone
- Nesticus akiensis Yaginuma, 1979 — Giappone
- Nesticus akiyoshiensis (Uyemura, 1941) — Giappone
  - Nesticus akiyoshiensis ofuku Yaginuma, 1977 — Giappone
- Nesticus ambiguus Denis, 1950 — Tanzania
- Nesticus anagamianus Yaginuma, 1976 — Giappone
- Nesticus antillanus Bryant, 1940 — Cuba
- Nesticus archeri Gertsch, 1984 — USA
- Nesticus arenstorffi Kulczynski, 1914 — Bosnia-Erzegovina
- Nesticus arganoi Brignoli, 1972 — Messico
- Nesticus asuwanus Nishikawa, 1986 — Giappone
- Nesticus baeticus López-Pancorbo & Ribera, 2011 — Spagna
- Nesticus balacescui Dumitrescu, 1979 — Romania
- Nesticus barri Gertsch, 1984 — USA
- Nesticus barrowsi Gertsch, 1984 — USA
- Nesticus beroni Deltshev, 1977 — Bulgaria
- Nesticus beshkovi Deltshev, 1979 — Creta
- Nesticus bishopi Gertsch, 1984 — USA
- Nesticus brasiliensis Brignoli, 1979 — Brasile
- Nesticus breviscapus Yaginuma, 1979 — Giappone
- Nesticus brignolii Ott & Lise, 2002 — Brasile, Uruguay, Argentina
- Nesticus brimleyi Gertsch, 1984 — USA
- Nesticus bungonus Yaginuma, 1979 — Giappone
- Nesticus calilegua Ott & Lise, 2002 — Brasile, Argentina
- Nesticus campus Gertsch, 1984 — Messico
- Nesticus carolinensis (Bishop, 1950) — USA
- Nesticus carpaticus Dumitrescu, 1979 — Romania
- Nesticus carteri Emerton, 1875 — USA
- Nesticus caverna Gertsch, 1984 — Messico
- Nesticus cellulanus (Clerck, 1757) — Regione olartica
  - Nesticus cellulanus affinis Kulczynski, 1894 — Ungheria
- Nesticus cernensis Dumitrescu, 1979 — Romania
- Nesticus chikunii Yaginuma, 1980 — Giappone
- Nesticus citrinus (Taczanowski, 1874) — Guyana
- Nesticus concolor Roewer, 1962 — Afghanistan
- Nesticus constantinescui Dumitrescu, 1979 — Romania
- Nesticus cooperi Gertsch, 1984 — USA
- Nesticus coreanus Paik & Namkung, 1969 — Corea
- Nesticus crosbyi Gertsch, 1984 — USA
- Nesticus delfini (Simon, 1904) — Cile
- Nesticus diaconui Dumitrescu, 1979 — Romania
- Nesticus dilutus Gertsch, 1984 — USA
- Nesticus dimensis López-Pancorbo, Kunt & Ribera, 2013 — Turchia
- Nesticus echigonus Yaginuma, 1986 — Giappone
- Nesticus eremita Simon, 1879 — Europa
- Nesticus fagei Kratochvíl, 1933 — Italia, Montenegro
- Nesticus flavidus Paik, 1978 — Corea
- Nesticus furenensis Yaginuma, 1979 — Giappone
- Nesticus furtivus Gertsch, 1984 — USA
- Nesticus georgia Gertsch, 1984 — USA
- Nesticus gertschi Coyle & McGarity, 1992 — USA
- Nesticus globosus Liu & Li, 2013 — Cina
- Nesticus gondai Yaginuma, 1979 — Giappone
- Nesticus gujoensis Yaginuma, 1979 — Giappone
- Nesticus henderickxi Bosselaers, 1998 — Creta
- Nesticus higoensis Yaginuma, 1977 — Giappone
- Nesticus hoffmanni Gertsch, 1971 — Messico
- Nesticus holsingeri Gertsch, 1984 — USA
- Nesticus inconcinnus Simon, 1907 — São Tomé
- Nesticus ionescui Dumitrescu, 1979 — Romania
- Nesticus iriei Yaginuma, 1979 — Giappone
- Nesticus ivone Faleiro & Santos, 2011 — Brasile
- Nesticus iwatensis Yaginuma, 1979 — Giappone
- Nesticus jamesoni Gertsch, 1984 — Messico
- Nesticus jonesi Gertsch, 1984 — USA
- Nesticus kaiensis Yaginuma, 1979 — Giappone
- Nesticus karyuensis Yaginuma, 1980 — Giappone
- Nesticus kataokai Yaginuma, 1979 — Giappone
- Nesticus kunisakiensis Irie, 1999 — Giappone
- Nesticus kuriko Yaginuma, 1972 — Giappone
- Nesticus kyongkeomsanensis Namkung, 2002 — Corea
- Nesticus latiscapus Yaginuma, 1972 — Giappone
  - Nesticus latiscapus kosodensis Yaginuma, 1972 — Giappone
- Nesticus libo Chen & Zhu, 2005 — Cina
- Nesticus lindbergi Roewer, 1962 — Afghanistan
- Nesticus longiscapus Yaginuma, 1976 — Giappone
  - Nesticus longiscapus awa Yaginuma, 1978 — Giappone
  - Nesticus longiscapus draco Yaginuma, 1978 — Giappone
  - Nesticus longiscapus kiuchii Yaginuma, 1978 — Giappone
- Nesticus luquei Ribera & Guerao, 1995 — Spagna
- Nesticus lusitanicus Fage, 1931 — Portogallo
- Nesticus maculatus Bryant, 1948 — Hispaniola
- Nesticus masudai Yaginuma, 1979 — Giappone
- Nesticus mikawanus Yaginuma, 1979 — Giappone
- Nesticus mimus Gertsch, 1984 — USA
- Nesticus monticola Yaginuma, 1979 — Giappone
- Nesticus murgis Ribera & De Mas, 2003 — Spagna
- Nesticus nahuanus Gertsch, 1971 — Messico
- Nesticus nasicus Coyle & McGarity, 1992 — USA
- Nesticus navicellatus Liu & Li, 2013 — Cina
- Nesticus nishikawai Yaginuma, 1979 — Giappone
- Nesticus noroensis Mashibara, 1993 — Giappone
- Nesticus orghidani Dumitrescu, 1979 — Romania
- Nesticus paynei Gertsch, 1984 — USA
- Nesticus pecki Hedin & Dellinger, 2005 — USA
- Nesticus plesai Dumitrescu, 1980 — Romania
- Nesticus potreiro Ott & Lise, 2002 — Brasile
- Nesticus potterius (Chamberlin, 1933) — USA
- Nesticus rainesi Gertsch, 1984 — Messico
- Nesticus rakanus Yaginuma, 1976 — Giappone
- Nesticus ramirezi Ott & Lise, 2002 — Argentina
- Nesticus reclusus Gertsch, 1984 — USA
- Nesticus reddelli Gertsch, 1984 — Messico
- Nesticus sbordonii Brignoli, 1979 — Italia
- Nesticus secretus Gertsch, 1984 — USA
- Nesticus sedatus Gertsch, 1984 — Messico
- Nesticus sheari Gertsch, 1984 — USA
- Nesticus shinkaii Yaginuma, 1979 — Giappone
- Nesticus shureiensis Yaginuma, 1980 — Giappone
- Nesticus silvanus Gertsch, 1984 — USA
- Nesticus silvestrii Fage, 1929 — USA
- Nesticus sodanus Gertsch, 1984 — USA
- Nesticus sonei Yaginuma, 1981 — Giappone
- Nesticus speluncarum Pavesi, 1873 — Europa meridionale
- Nesticus stupkai Gertsch, 1984 — USA
- Nesticus stygius Gertsch, 1984 — USA
- Nesticus suzuka Yaginuma, 1979 — Giappone
- Nesticus taim Ott & Lise, 2002 — Brasile
- Nesticus takachiho Yaginuma, 1979 — Giappone
- Nesticus tarumii Yaginuma, 1979 — Giappone
- Nesticus tennesseensis (Petrunkevitch, 1925) — USA
- Nesticus tosa Yaginuma, 1976 — Giappone
  - Nesticus tosa iwaya Yaginuma, 1976 — Giappone
  - Nesticus tosa niyodo Yaginuma, 1976 — Giappone
- Nesticus uenoi Yaginuma, 1972 — Giappone
- Nesticus unicolor Simon, 1895 — Venezuela
- Nesticus utatsuensis Tanikawa & Yawata, 2013 — Giappone
- Nesticus vazquezae Gertsch, 1971 — Messico
- Nesticus wiehlei Dumitrescu, 1979 — Romania
- Nesticus yaginumai Irie, 1987 — Giappone
- Nesticus yaginumai Yin, 2012 — Giappone
- Nesticus yamagatensis Yoshida, 1989 — Giappone
- Nesticus yamato Yaginuma, 1979 — Giappone
- Nesticus yesoensis Yaginuma, 1979 — Giappone
- Nesticus zenjoensis Yaginuma, 1978 — Giappone

## Pseudonesticus
Pseudonesticus Liu & Li, 2013
- Pseudonesticus clavatus Liu & Li, 2013 — Cina

## Typhlonesticus
Typhlonesticus Kulczynski, 1914
- Typhlonesticus absoloni (Kratochvíl, 1933) — Montenegro